# Confiscatie van Belgische kunst in de 18e eeuw

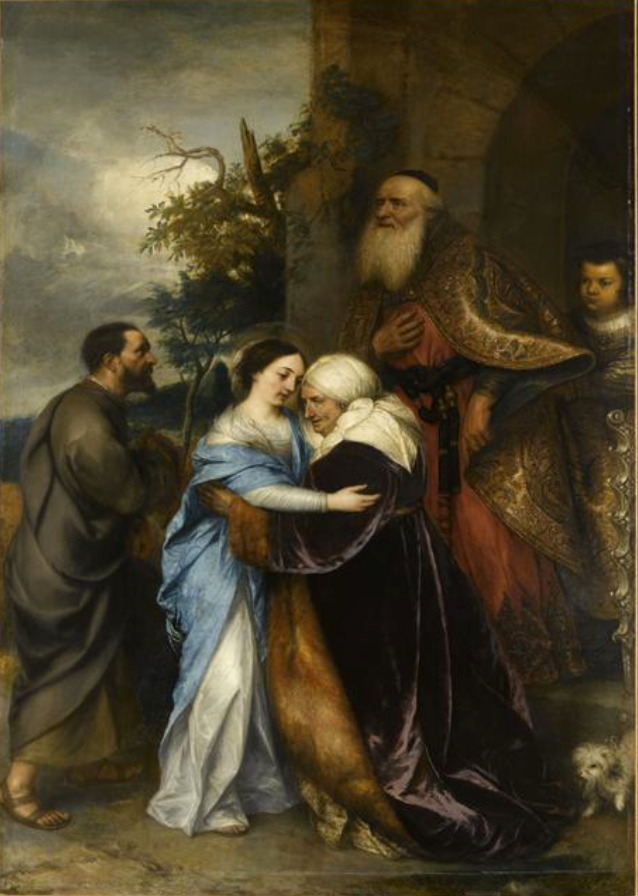
Het Bezoek van Maria aan Elisabeth door Jan Lievens (ca. 1638-40), afkomstig uit de voormalige Jezuïetenkerk van Brussel, is in 1777 aangekocht door het Franse hof op de veiling van geconfisqueerde jezuïetengoederen en hangt tegenwoordig in het Louvre.

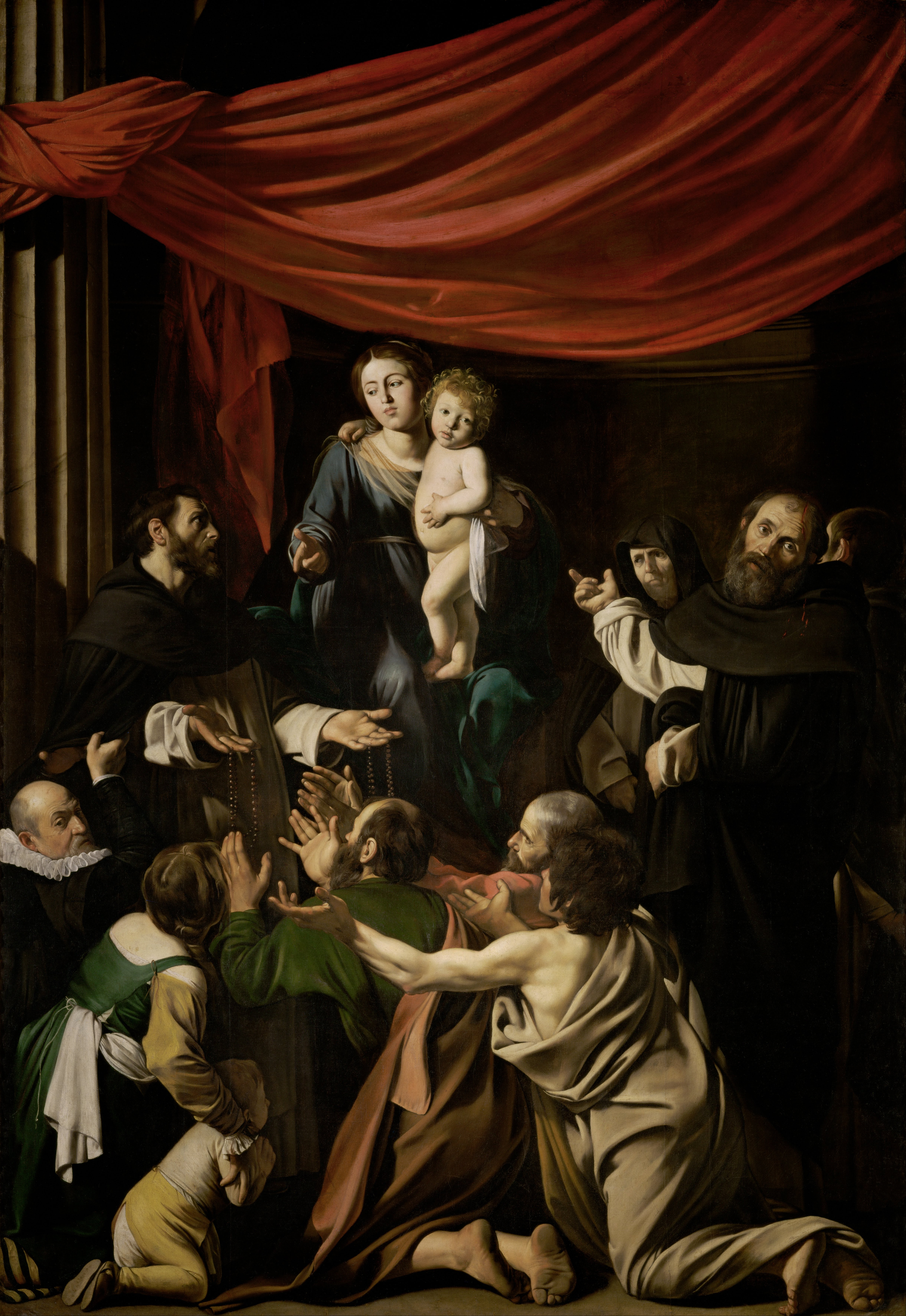
Caravaggio's Rozenkransmadonna uit de Antwerpse Sint-Pauluskerk was niet getroffen door de inbeslagnames van 1785, maar keizer Jozef II selecteerde het persoonlijk voor het Belvedere en bekwam onder zachte dwang dat het werd afgestaan in ruil voor een kopie en een geconfisqueerd werk toegeschreven aan Van Dyck. Tegenwoordig te zien in het Kunsthistorisches Museum te Wenen.

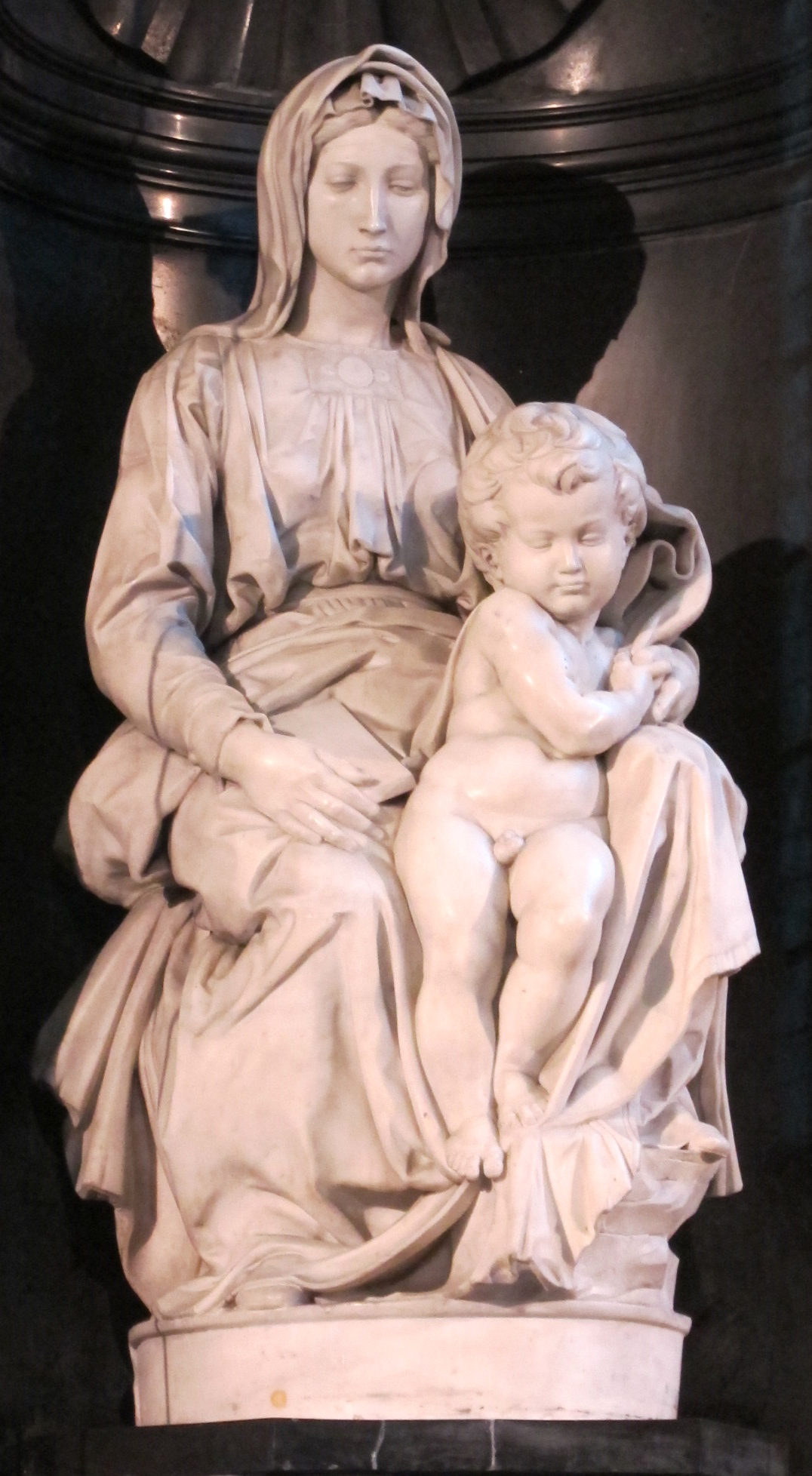
Madonna met kind van Michelangelo was, met twee grafplaten, het enige beeldhouwwerk meegenomen door de Franse revolutionairen.

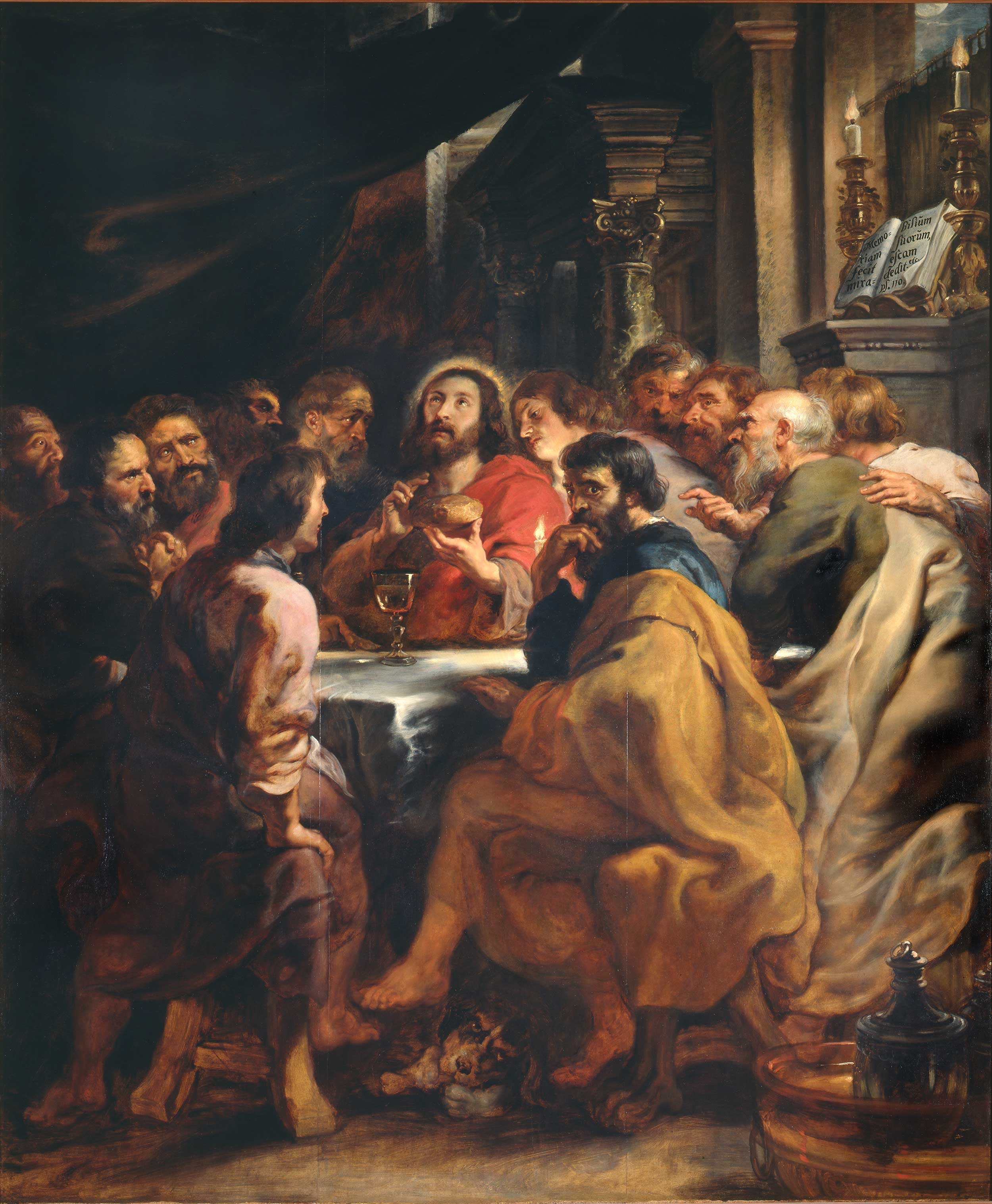
De Pinacoteca di Brera van Milaan bezit dit Laatste Avondmaal van Rubens (ca. 1631-32), oorspronkelijk uit de Sint-Romboutskathedraal.

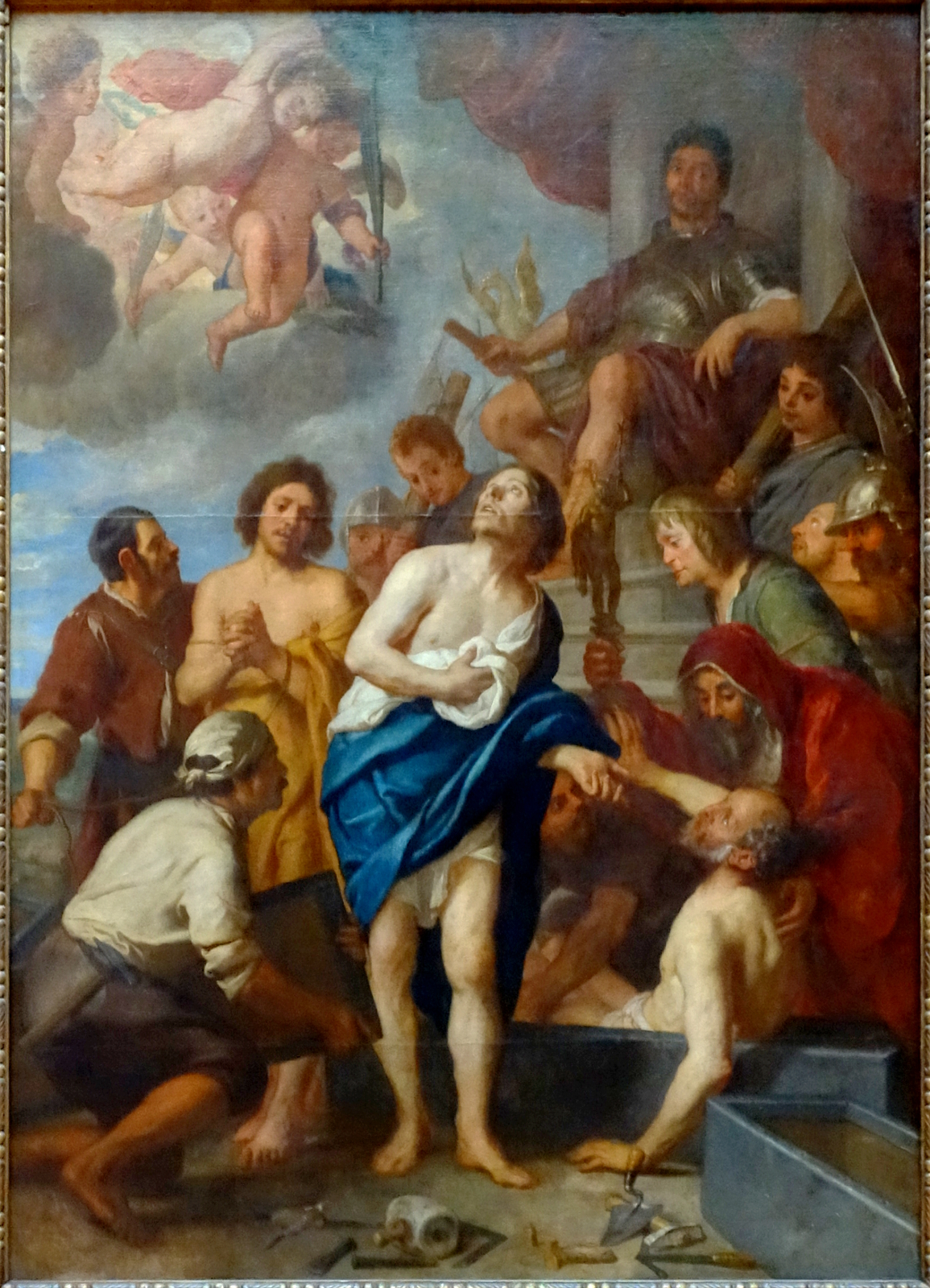
Talrijke schilderijen van De Crayer bleven in Frankrijk. Hier het Martelaarschap van de Vier Gekroonden uit 1642, eigendom van het Museum voor Schone Kunsten (Rijsel).

De confiscatie van Belgische kunst in de 18e eeuw was een proces waarbij religieuze en andere kunst werd aangeslagen door de overheid met het oog op verkoop of bewaring in eigen galerijen. In de periode 1773-1795 legden het keizerlijke Oostenrijk en het revolutionaire Frankrijk zo de hand op duizenden schilderijen en sculpturen, waarvan de meesterwerken verdwenen naar Wenen en Parijs. De naar Frankrijk afgevoerde werken zijn begin 19e eeuw ten dele teruggegeven. Officieel maakt België geen aanspraak op verdere restitutie.
Maatschappelijk kaderden de confiscaties in een proces van secularisatie aangestuurd van bovenaf. Men meende dat kunst uit de oorspronkelijke context van kerken en kloosters moest worden gehaald om in musea te worden getoond ter opvoeding van de burgers. Tegelijk was er sprake van roofkunst: cultuurgoederen werden om de opbrengst verkocht aan privéverzamelaars of om prestigeredenen geconcentreerd in imperiale centra.

## Confiscatie in drie golven

### Opheffing van de jezuïetenorde (1773-1777)
De bul waarmee paus Clemens XIV in 1773 schoorvoetend de jezuïetenorde ophief, gold enkel in de landen die haar publiceerden. In de Oostenrijkse Nederlanden gebeurde dat nagenoeg onmiddellijk, omdat de sympathie van keizerin Maria Theresia voor de paters niet opwoog tegen de geopolitieke en fiscale voordelen van hun verdwijning. Ze verwierp een kerkelijke afwikkeling en bepaalde in haar dépêche van 2 september 1773 dat al hun bezittingen toevielen aan de staat. Landvoogd Karel van Lorreinen en gevolmachtigd minister Georg Adam von Starhemberg stelden richtlijnen op en vertrouwden de uitvoering toe aan een civiel Comité pour la suppression des jésuites aux Pays-Bas, dat drastisch tewerk ging. Op 20 september gingen commissarissen op pad om Jezuïeten op te sluiten in hun kloosters en colleges tot alle goederen waren geïnventorieerd. Als onderdeel van de algemene confiscatie kwam op enkele jaren tijd een groot volume kerkelijke kunst op de markt. Op de veiling in 1777 kocht graaf d'Angiviller voor het Palais du Luxembourg van het Franse hof werk van Rubens, Jan Lievens en Theodoor van Thulden, uit de jezuïetenkerken van respectievelijk Gent, Brussel en Brugge. Het Oostenrijkse hof had eerste keuze en wenste de galerij van het Slot Belvedere met Vlaams werk te verrijken. Het stuurde de schilder Joseph Rosa, die schilderijen, tekeningen en tapijten selecteerde, waaronder werk van De Crayer, Rubens en Van Dyck. Het Comité jésuitique verzette zich tegen deze export maar kon enkel bekomen dat ervoor werd betaald.

### Kloostersluitingen onder keizer Jozef II (1783-1785)
In de eerste jaren van zijn regering besloot Jozef II de 'onnutte kloosters' op te heffen. Zijn edict van 17 maart 1783 voor de Oostenrijkse Nederlanden merkte 163 instellingen aan voor sluiting. Het Comité de la Caisse de Religion, belast met het beheer van de geconfisqueerde goederen, repertorieerde in een eerste inventaris zo'n 2.300 kunstobjecten. De mindere werken werden geveild en enkele honderden topstukken – voornamelijk afkomstig uit Brussel, Antwerpen en Gent – werden gereserveerd. De expertise gebeurde door Cornelis Lens en Guillaume Bosschaert, welke laatste de openbare verkoop leidde op 12 september 1785. Een particulier kocht werk van Gaspard de Crayer uit de priorij van Zevenborren. Het Franse hof was opnieuw nadrukkelijk aanwezig via de specialist Jean-Baptiste-Pierre Lebrun en ook met verhulde opkopers. Bosschaert werkte tersluiks mee aan deze expatriatie uit enthousiasme voor het museologisch project van graaf d'Angiviller. Jozef II selecteerde persoonlijk een zevental werken voor het Belvedere en bekwam onder zachte dwang ook een ruil met een Antwerpse Caravaggio die niet op de lijst stond (Rozenkransmadonna uit de Sint-Pauluskerk).

### Extracties door de Franse veroveraar (1794-1795)
In het revolutionaire Frankrijk kwam een gigantische operatie op gang toen de Nationale Grondwetgevende Vergadering in 1789 alle kerkelijke goederen tot nationaal bezit verklaarde. Dit werd nadien uitgebreid tot het vermogen van de émigrés (1791), van de Kroon (1792) en van de academiën (1793). Het lot van de geconfisqueerde kunst was niet meteen duidelijk: men twijfelde tussen zuivering, vernietiging of conservatie.
Wanneer Franse troepen in 1792 een eerste keer zegevierend de Belgische provincies binnentrokken, werd onder impuls van Georges Jacques Danton op 15 december 1792 een decreet aangenomen dat ook de Belgische kerkgoederen nationaliseerde. Na openlijke kritiek van generaal Dumouriez (toespraak van 31 januari 1793) kwam er van de toepassing echter niet veel in huis. Zilverschatten werden geplunderd en religieuze symbolen gevandaliseerd, maar tot een systematische confiscatie kwam het niet.
Bij de tweede Franse invasie in 1794 lagen de zaken anders. De Belgische provincies werden niet meer behandeld als een bevrijd broedervolk, maar als een veroverd wingewest waar het zogenaamde 'droit de conquête' heerste. Het invasieleger had de eer als eerste een Agence de commerce et approvisionnement pour l'extraction en pays conquis des objets de science, arts et agriculture te krijgen. De taak ervan was kunst uit de veroverde gebieden weg te slepen naar het Louvre. In dienst van het agentschap spoorde Pierre-Jacques Tinet in de tweede helft van 1794 een 73 kunstwerken op voor export, vaak voortgaand op een reisgids van Descamps. Daarnaast werden in het geheim ook kunstenaars vooruitgestuurd om zelfstandig kunstwerken aan te slaan. Een van deze commissarissen, Léger, liet zijn eerste transport vergezeld gaan van een sprekende brief: Trop longtemps ces chefs-d'œuvre avaient été souillés par l'aspect de la servitude, c'est au sein des peuples libres que doit rester la trace des hommes célèbres. In totaal stuurden ze ruim vijftig doeken richting Frankrijk, waaronder werk van Rubens, Van Dyck, De Crayer, Sallaert en Coxcie. Een derde kanaal voor de kunstroof waren de commissarissen aangesteld door het Comité de l'instruction publique.
Hoewel de functionarissen vrijgesteld waren van inventaris, is er voldoende documentatie om zicht te krijgen op de conquêtes artistiques van de Fransen. Een studie van het KIK stelde het aantal weggevoerde schilderijen op 192, naast drie beeldhouwwerken. De interesse ging vooral uit naar barokke altaarstukken die in de reisgids van Descamps waren vermeld. Rubens was veruit het meest gewild, met 64 stuks. De gedemodeerde Vlaamse Primitieven bleven over het algemeen onaangeroerd, al werden de centrale panelen van het Lam Gods toch op transport gesteld.
Na de annexatie bij Frankrijk werd de confiscatiewetgeving geleidelijk overgenomen in de negen verenigde departementen: eerst voor kloosters (1 oktober 1796), dan voor kerken met recalcitrante pastoors (26 oktober 1797) en ten slotte voor seculiere gemeenschappen (25 november 1797). Hierdoor puilde het Oude Hof in Brussel weldra uit van de kunst. De collectie – zo'n 1500 stuks – werd opgeslagen in depot en raakte verbonden met de nieuwe École centrale, die in 1797 eveneens in het paleis werd ondergebracht.

## Restitutie door de Fransen
Dankzij het Besluit Chaptal kreeg Brussel in 1801 de toezegging van een regionaal museum, dat het volgende jaar voorzien werd van een representatieve staalkaart schilderkunst uit het Louvre, toegewezen bij lottrekking. Zoals de meeste steden was Brussel niet tevreden omdat er te weinig lokale kunst bij was. Na stevig aandringen werd daaraan tegemoetgekomen en waren onder de 39 stuks van deze eerste zending enkele afgevoerde werken, waaronder een viertal van Rubens. Het Museum voor Schone Kunsten opende in 1803 en werd begunstigd met een tweede zending van 31 schilderijen in 1811.
Waar de eerste nederlaag van Napoleon in 1814 nog geen aanleiding had gegeven tot restitutieclaims, om de Franse restauratie enig krediet te geven, lag dat na Waterloo anders. Ondanks verzet van Talleyrand kon koning Lodewijk XVIII teruggave van de weggevoerde kunst niet verhinderen. Het "recht van verovering" werd nu heftig door de Fransen ontkend. Pruisen had geen oren naar deze argumenten en zette de protesterende conservator Vivant Denon zelfs gevangen om weggevoerd werk in alle rust te kunnen recupereren. In navolging hiervan toonde ook koning Willem I der Nederlanden zich doortastend, niet in het minst om de aan hem toekomende stadhouderscollectie terug te halen. Na enige aandrang profiteerden ook zijn Belgische provincies. Onder bescherming van Wellington recupereerden Belgische commissarissen in september-oktober 1815 meer dan tachtig werken uit het museum en enkele kerken van Parijs. Op 20 november kwam het konvooi aan op de Brusselse Grote Markt. De kunst die door het besluit-Chaptal in regionale musea was terechtgekomen bleef echter buiten schot, omdat daar geen geallieerde troepen waren gelegerd. Ondertussen claimde Lodewijk XVIII restitutie van 52 naar Brussel gedecentraliseerde werken die zogezegd tot de koninklijke collectie behoorden. Uiteindelijk kwam het tot een arrangement waarbij men de wederzijdse eisen beschouwde als elkaar opheffend. Een poging om dit in 1818 in een akkoord te gieten, mislukte echter, wat tot gevolg had dat doorheen de 19e en 20e eeuw sporadisch Belgische restitutieclaims bleven opduiken, meestal door lokale actoren voor individuele werken.
In 2015 stelde minister Elke Sleurs een expertencommissie aan om de zaak uit te klaren. Dit leidde drie jaar later tot een inventaris, opgesteld door het Koninklijk Instituut voor het Kunstpatrimonium. Volgens de vaststellingen van het KIK zijn 100 van de 192 weggevoerde schilderijen in 1815 teruggekeerd. De overige bevinden zich grotendeels in Frankrijk (64), in Mainz (6) en in Milaan (1). Van 24 werken is de huidige locatie onbekend. Het voornaamste 'slachtoffer' in absolute cijfers is Rubens: van de 64 weggevoerde werken bleven er 17 in het buitenland. Relatief gezien is het De Crayer: 13 van de 17 geconfisqueerde werken zijn niet teruggekeerd. Van Jordaens zijn dat er acht (inclusief een niet gelokaliseerd werk), van Flémal zes, en van Lairesse en Van Dyck twee.

## Voetnoten
1. ↑  Paul Bonenfant, La suppression de la Compagnie de Jésus dans les Pays-Bas autrichiens (1773), 1925
2. ↑  Zie lijst in Michèle Van Kalck (red.), De Koninklijke Musea voor Schone Kunsten van België. Twee eeuwen geschiedenis, vol. I, 2003, p. 58-59. Gearchiveerd op 17 juni 2023.
3. ↑  Zie lijst in Michèle Van Kalck (red.), De Koninklijke Musea voor Schone Kunsten van België. Twee eeuwen geschiedenis, vol. I, 2003, p. 70-71. Gearchiveerd op 17 juni 2023.
4. ↑  Van Kalck, in: André Gob (ed.), Des musées au-dessus de tout soupçon, 2007, p. 308-310